# Typhlomys chapensis
Typhlomys chapensis és una espècie de mamífer rosegador de la família dels platacantòmids. Viu a la província xinesa de Yunnan i l'extrem septentrional del Vietnam. Té una llargada de cap a gropa de 77,59 ± 10,87 mm, que en fa la segona espècie vivent de Typhlomys més grossa. El seu pelatge dorsal és de color gris groguenc, mentre que el ventral és de color pissarra.